# Conference League 2003-2004
La Conference League 2003-2004, conosciuta anche con il nome di Nationwide Conference per motivi di sponsorizzazione, è stata la 25ª edizione del campionato inglese di calcio di quinta divisione.

## Squadre partecipanti
| Squadra                           | Città                | Stagione precedente                                            |
| --------------------------------- | -------------------- | -------------------------------------------------------------- |
| Accrington Stanley                | Accrington           | 1º posto in Northern Premier League Premier Division, promosso |
| Aldershot Town                    | Aldershot            | 1º posto in Isthmian League Premier Division, promosso         |
| Barnet                            | Londra (High Barnet) | 11º posto in Conference League                                 |
| Burton Albion                     | Burton upon Trent    | 16º posto in Conference League                                 |
| Chester City                      | Chester              | 4º posto in Conference League                                  |
| Dagenham & Redbridge              | Londra (Dagenham)    | 5º posto in Conference League                                  |
| Exeter City                       | Exeter               | 23º posto in Football League Third Division, retrocesso        |
| Farnborough Town                  | Farnborough          | 13º posto in Conference League                                 |
| Forest Green Rovers               | Nailsworth           | 9º posto in Conference League                                  |
| Gravesend & Northfleet            | Northfleet           | 17º posto in Conference League                                 |
| Halifax Town                      | Halifax              | 8º posto in Conference League                                  |
| Hereford United                   | Hereford             | 6º posto in Conference League                                  |
| Leigh Railway Mechanics Institute | Leigh                | 18º posto in Conference League                                 |
| Margate                           | Margate              | 10º posto in Conference League                                 |
| Morecambe                         | Morecambe            | 2º posto in Conference League                                  |
| Northwich Victoria                | Northwich            | 14º posto in Conference League                                 |
| Scarborough                       | Scarborough          | 7º posto in Conference League                                  |
| Shrewsbury Town                   | Shrewsbury           | 24º posto in Football League Third Division, retrocesso        |
| Stevenage Borough                 | Stevenage            | 12º posto in Conference League                                 |
| Tamworth                          | Tamworth             | 1º posto in Southern League Premier Division, promosso         |
| Telford United                    | Telford              | 15º posto in Conference League                                 |
| Woking                            | Woking               | 19º posto in Conference League                                 |

## Classifica finale
|  | Pos. | Squadra                | Pt | G  | V  | N  | P  | GF  | GS | DR  |
|  | ---- | ---------------------- | -- | -- | -- | -- | -- | --- | -- | --- |
|  | 1    | Chester City           | 92 | 42 | 27 | 11 | 4  | 85  | 34 | +51 |
|  | 2    | Hereford Utd           | 91 | 42 | 28 | 7  | 7  | 103 | 44 | +59 |
|  | 3    | Shrewsbury Town        | 74 | 42 | 20 | 14 | 8  | 67  | 42 | +25 |
|  | 4    | Barnet                 | 71 | 42 | 19 | 14 | 9  | 60  | 46 | +14 |
|  | 5    | Aldershot Town         | 70 | 42 | 20 | 10 | 12 | 80  | 67 | +23 |
|  | 6    | Exeter City            | 69 | 42 | 19 | 12 | 11 | 71  | 57 | +14 |
|  | 7    | Morecambe              | 67 | 42 | 20 | 7  | 15 | 66  | 66 | 0   |
|  | 8    | Stevenage              | 63 | 42 | 18 | 9  | 15 | 58  | 52 | +6  |
|  | 9    | Woking                 | 61 | 42 | 15 | 16 | 11 | 65  | 52 | +13 |
|  | 10   | Accrington Stanley     | 58 | 42 | 15 | 13 | 14 | 68  | 61 | +7  |
|  | 11   | Gravesend & Northfleet | 57 | 42 | 14 | 15 | 13 | 69  | 66 | +3  |
|  | 12   | Telford Utd            | 55 | 42 | 15 | 10 | 17 | 49  | 51 | -2  |
|  | 13   | Dag & Red              | 54 | 42 | 15 | 9  | 18 | 59  | 64 | -5  |
|  | 14   | Burton Albion (-1)     | 51 | 42 | 15 | 7  | 20 | 57  | 59 | -2  |
|  | 15   | Scarborough            | 51 | 42 | 12 | 15 | 15 | 51  | 54 | -3  |
|  | 16   | Margate                | 51 | 42 | 14 | 9  | 19 | 56  | 64 | -8  |
|  | 17   | Tamworth               | 49 | 42 | 13 | 10 | 19 | 49  | 68 | -19 |
|  | 18   | Forest Green           | 48 | 42 | 12 | 12 | 18 | 58  | 80 | -22 |
|  | 19   | Halifax Town           | 44 | 42 | 12 | 8  | 22 | 43  | 65 | -22 |
|  | 20   | Farnborough Town       | 39 | 42 | 10 | 9  | 23 | 53  | 74 | -21 |
|  | 21   | Leigh                  | 29 | 42 | 7  | 8  | 27 | 46  | 97 | -51 |
|  | 22   | Northwich Victoria     | 23 | 42 | 4  | 11 | 27 | 30  | 80 | -50 |

Legenda:
      Promosso in Football League Two 2004-2005.
  Ammesso ai play-off.
      Retrocesso in Conference League North 2004-2005.
      Retrocesso in Conference League South 2004-2005.
Regolamento:
Tre punti a vittoria, uno a pareggio, zero a sconfitta.
In caso di arrivo di due o più squadre a pari punti, la graduatoria viene stilata secondo i seguenti criteri:
- differenza reti
- maggior numero di gol segnati

Note:

Margate retrocesso a tavolino in Conference League South 2004-2005 per mancanza di uno stadio idoneo.
Telford United fallito e non iscritto nella stagione successivo.
Il Burton Albion è stato sanzionato con 1 punto di penalizzazione.

## Spareggi

### Play-off

#### Tabellone
|  | Semifinali | Semifinali            | Semifinali | Semifinali | Semifinali |  |  | Finale                | Finale                | Finale |  |
|  |            |                       |            |            |            |  |  |                       |                       |        |  |
|  | 5          | Aldershot Town (dtr)  | 1          | 0          | 1 (4)      |  |  |                       |                       |        |  |
|  | 2          | Hereford Utd          | 1          | 0          | 1 (2)      |  |  | Aldershot Town        | Aldershot Town        | 1 (0)  |  |
|  | 4          | Barnet                | 2          | 0          | 2 (3)      |  |  | Shrewsbury Town (dtr) | Shrewsbury Town (dtr) | 1 (3)  |  |
|  | 3          | Shrewsbury Town (dtr) | 1          | 1          | 2 (5)      |  |  |                       |                       |        |  |

#### Semifinali
|                 | Risultati     |                 | Luogo                |
| --------------- | ------------- | --------------- | -------------------- |
| Aldershot Town  | 1-1           | Hereford United | Aldershot            |
| Hereford United | 2-1 (2-4 dtr) | Aldershot Town  | Hereford             |
|                 |               |                 |                      |
| Barnet          | 2-1           | Shrewsbury Town | Londra (High Barnet) |
| Shrewsbury Town | 1-0 (5-3 dtr) | Barnet          | Shrewsbury           |
|                 |               |                 |                      |

#### Finale
|                 | Risultati     |                | Luogo          |
| --------------- | ------------- | -------------- | -------------- |
| Shrewsbury Town | 1-1 (3-0 dtr) | Aldershot Town | Stoke on Trent |
|                 |               |                |                |